# Типи корпусів мікросхем
Корпус інтегральної мікросхеми — це герметична несуча система і частина конструкції, призначена для захисту кристала інтегральної схеми від зовнішніх впливів і для електричного з'єднання із зовнішніми колами за допомогою виводів.

## Означення величин

### Поверхневий монтаж
| A general surface mount chip, with major dimensions. | C Проміжок між корпусом і платою H Загальна висота (Height) T Товщина виводів L Загальна довжина (Len) LW Ширина виводу LL Довжина виводу P Відстань між центрами виводів (Pitch) WB Ширина (без виводів) WL Загальна ширина |

### Монтаж в отвори
| A general through hole pin chip, with major dimensions. | C Проміжок між корпусом і платою H Загальна висота T Товщина вивода L Загальна довжина LW Ширина виводу LL Довжина виводу P Відстань між центрами виводів (Pitch), або крок WB Ширина (тільки корпус) WL Загальна ширина |

## Розміри в мм

### Дворядні
| Зображення | Тип         | Pin | Назва                             | Корпус    | WB          | WL      | H         | C         | L                | P                | L         | T         | LW        |
| ---------- | ----------- | --- | --------------------------------- | --------- | ----------- | ------- | --------- | --------- | ---------------- | ---------------- | --------- | --------- | --------- |
|            | DIP         | Y   | Dual Inline Package               | 8-DIP     | 6.2-6.48    | 7.62    | 7.7       |           | 9.2-9.8          | 2.54 (1/10 inch) | 3.05-3.6  |           | 1.14-1.73 |
| 32-DIP     | DIP         | Y   | Dual Inline Package               |           | 15.24       |         |           |           | 2.54 (1/10 inch) |                  |           |           |           |
|            | MSOP        | Y   | Mini Small Outline Package        | 8-MSOP    | 3           | 4.9     | 1.1       | 0.15      | 3                | 0.65             |           | 0.23      | 0.38      |
|            | SO SOIC SOP | Y   | Small Outline Integrated Circuit  | 8-SOIC    | 3.9         | 5.8-6.2 | 1.72      | 0.10-0.25 | 4.8-5.0          | 1.27             | 1.05      | 0.19-0.25 | 0.39-0.46 |
| 14-SOIC    | SO SOIC SOP | Y   | Small Outline Integrated Circuit  | 3.9       | 5.8-6.2     | 1.72    | 0.10-0.25 | 8.55-8.75 | 1.27             | 1.05             | 0.19-0.25 | 0.39-0.46 |           |
| 16-SOIC    | SO SOIC SOP | Y   | Small Outline Integrated Circuit  | 3.9       | 5.8-6.2     | 1.72    | 0.10-0.25 | 9.9-10    | 1.27             | 1.05             | 0.19-0.25 | 0.39-0.46 |           |
| 16-SOIC    | SO SOIC SOP | Y   | Small Outline Integrated Circuit  | 7.5       | 10.00-10.65 | 2.65    | 0.10-0.30 | 10.1-10.5 | 1.27             | 1.4              | 0.23-0.32 | 0.38-0.40 |           |
|            | SOT         | Y   | Small Outline Transistor          | SOT-23-8  | 1.6         | 2.8     | 1.45      |           | 2.9              | 0.65             | 0.6       |           | 0.22-0.38 |
|            | SSOP        | Y   | Shrink Small-Outline Package      | 16-SSOP   | 5.3         | 7.8     | 2         |           | 6.2              | 0.65             |           |           |           |
|            | TDFN        | ?   | Thin Dual Flat No-lead            | 8-TDFN    | 3           | 3       | 0.7-0.8   |           | 3                | 0.65             | N/A       |           | 0.19-0.3  |
|            | TSOP I      | Y   | Thin Small-Outline Package        | TSOP28/32 |             | 18.4    |           |           | 8                | 0.5              |           |           |           |
|            | TSOP II     | Y   | Thin Small-Outline Package        | TSOP32    |             | 10.2    |           |           | 21               | 1.27             |           |           |           |
|            | TSSOP       | Y   | Thin Shrink Small Outline Package | 8-TSSOP   | 4.4         | 6.4     | 1.2       | 0.15      | 3                | 0.65             |           | 0.09-0.2  | 0.19-0.3  |
|            | µSOP        | Y   | Micro Small Outline Package       | 10-MSOP   | 3           |         |           |           | 3                | 0.5              |           |           |           |
|            | LLP (DFN)   | Y   | Leadless Leadframe Package        | 10-LLP    | 3           |         |           |           | 3                | 0.5              |           |           |           |

### По чотирьох сторонах
| Image | Family      | Pin | Name                                                  | Package | WB    | WL    | H    | C         | L     | P     | L    | T         | LW        |
| ----- | ----------- | --- | ----------------------------------------------------- | ------- | ----- | ----- | ---- | --------- | ----- | ----- | ---- | --------- | --------- |
|       | PLCC        | Y   | Plastic Leaded Chip Carrier                           | 20-PLCC | 10    |       | 4.4  |           | 10    | 1.27  | N/A  |           |           |
|       | CLCC        | N   | Ceramic Leadless Chip Carrier                         | 48-CLCC | 14.22 | 14.22 | 2.21 |           | 14.22 | 1.016 | N/A  |           | 0.508     |
|       | LQFP        | Y   | Low-profile Quad Flat Package                         |         |       |       |      |           |       |       |      |           |           |
|       | TQFP        | Y   | Thin Quad Flat Pack                                   | TQFP-44 | 10.00 | 12.00 |      | 0.35-0.50 |       | 0.80  | 1.00 | 0.09-0.20 | 0.30-0.45 |
|       | LFCSP       | N   | Lead Frame Chip Scale Package                         |         |       |       |      |           |       | 0.5   |      |           |           |
|       | TQFN (MLPQ) | N   | Thin Quad Flat No-lead (micro-leadframe package quad) |         |       |       |      |           |       |       |      |           |           |

## Історія різних видів корпусів

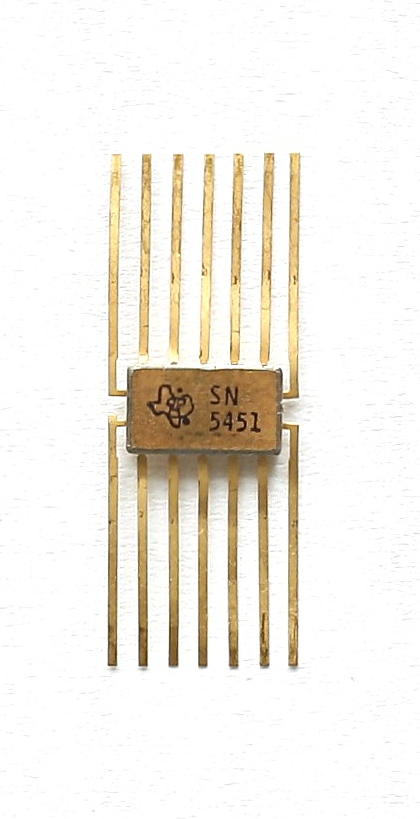
Логічний елемент, ІМС Texas Instruments SN5451, в корпусі Flat package (FP) винайденому Y. Tao в 1962 році, за два роки до винаходу DIP

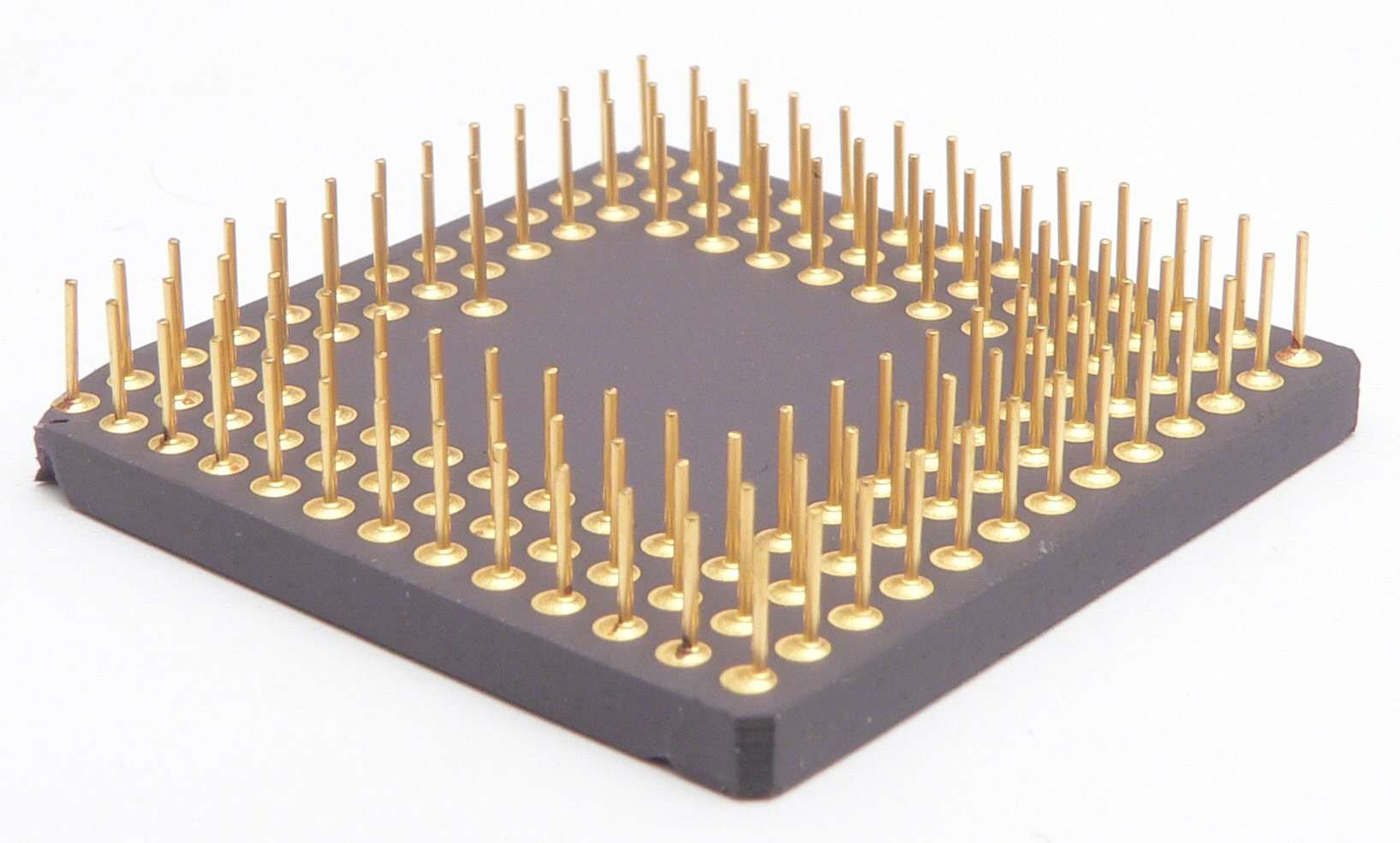
Корпус PGA (Pin grid array)

Найперші інтегральні схеми пакувались в пласкі керамічні корпуси. Такий тип корпусів широко використовується військовими через його надійність і невеликий розмір. Комерційні мікросхеми перейшли на DIP (англ. Dual In-line Package), спочатку керамічний (CDIP), а потім пластиковий (PDIP). В 1980-х роках кількість контактів НВІС перевищила можливості DIP корпусів, що привело до розробки корпусів PGA (англ. pin grid array) і LCC (англ. leadless chip carrier). В кінці 80-х, з ростом популярності поверхневого монтажу, з'являються корпуси SOIC (англ. Small-Outline Integrated Circuit), які мають на 30-50% меншу площу і на 70% тонші, ніж DIP, і корпуси PLCC (англ. Plastic leaded chip carrier). В 90-х починається широке використання пластикових QFP і TSOP (англ. thin small-outline package) для ІС з великою кількістю виводів. Для складних мікропроцесорів, особливо для тих, які вставлялись в сокети, почали випускати PGA-корпуси. Intel і AMD перейшли від корпусів PGA до LGA (англ. land grid array, матриця контактних площинок).
Корпуси BGA (англ. Ball grid array) існують з 1970-х років. В 1990-х були розроблені корпуси FCBGA (BGA з перевернутим кристалом), які допускають набагато більшу кількість виводів, чим інші типи корпусів. В FCBGA кристал монтується в перевернутому вигляді і з'єднується з контактами корпуса через стовпчики (кульки) припою.
Монтаж методом перевернутого кристала дозволяє розташовувати контактні площинки по всій площі кристала, а не тільки по краях.
Активно розвивається підхід з розміщенням кількох чипів в одному корпусі, так звана «Система-в-корпусі» (англ. System In Package, SiP) або на загальній підкладинці, часто керамічній, так званий MCM (англ. Multi-Chip Module).